# Kunowo (powiat Gostyński)
Kunowo is een plaats in het Poolse district  Gostyński, woiwodschap Groot-Polen. De plaats maakt deel uit van de gemeente Gostyń en telt 550 inwoners (2006).